# Ialysos
Ialyssos (řecky Ιαλυσός) je řecká obecní jednotka a město na ostrově Rhodos v Egejském moři v souostroví Dodekany. Do roku 2011 bylo obcí. Nachází se v severní části ostrova. Na západě sousedí s obecní jednotkou Petaloudes, na jihu s obecní jednotkou Kallithea a na východě s obecní jednotkou hlavního města Rhodos. Je jednou z deseti obecních jednotek na ostrově.

## Obyvatelstvo
Obecní jednotka Ialyssos je tvořena jednou komunitou a právě jedním městem stejného jména. V závorkách je uveden počet obyvatel komunit a sídel.
- Obecní jednotka Ialyssos (11331)
  - komunita Ialyssos (11331) — Ialyssos (11331).

## Dějiny
Ialyssos bylo starověké dórské sídlo, které bylo domovem boxera Diagora z Rhodu. Jedno ze tří proslavených sídel na Rhodosu (další Kamiros, Lindos). Přesná poloha ve starověku není známa, město se pravděpodobně skládalo z venkovských osad, které měly jednotnou správu a společnou akropoli na vrcholu kopce Filerimos. Pojmenování kopce Filerimos pochází z byzantského období. Předchozí pojmenování bylo Achaia, které svědčí o přítomnosti Řeků v této oblasti již v Mykénském období. Řecký zeměpisec Strabón nazýval kopec Ochyroma – „Opevnění“.

### Historické nálezy a pozůstatky
Nejvíce nálezů z období 3. stol. před naším letopočtem se nachází v blízkém okolí kopce. Další nálezy pak zahrnují sídliště a hroby z Mykénsko-Mínojského období.
Z pozdní klasické a rané Helénistické doby zůstala dochována akropole Ialyssosu, Dórská fontána-dům a základy chrámu Athény Polias. Stavitelské a architektonické části z chrámu Athény Polias byly použity při výstavbě trojlodní rané křesťanské baziliky z období 5. – 6. století našeho letopočtu, z které je v současné době dochováno baptisterium s křížovým půdorysem v jižní lodi. Severní loď baziliky byla opravena a přestavěna v byzantském období na „bezlodní“ kostel.
Z byzantského období pravděpodobně také pochází „bezlodní“ kostel Ai-Yorgis Chostos, jehož zdi byly v 15. století našeho letopočtu pokryty malbami zobrazujícími Pašije a život Panny Marie, dále pak výjevy ze života rytířů a jejich svatých patronů. Z tohoto období se také dochovaly zbytky byzantského opevnění Filerimu, kde ve východní části zůstal komplex pro vojenskou posádku používaný a opravený později rytíři z řádu johanitů.
Z 10. století našeho letopočtu se dochoval komplex katolické monasterie a ubytoven pro návštěvníky. Ve 14. století našeho letopočtu zde rytíři z řádu johanitů vystavěli kostel sestávající z dvou šestiúhelníkových kaplí na místě původního „bezlodního“ kostela z byzantského období.

### Známé osobnosti
- Diagorás z Rhodu (5. století př. n. l.), antický boxer
- Timokreon (5. století př. n. l.), antický básník

## Galerie

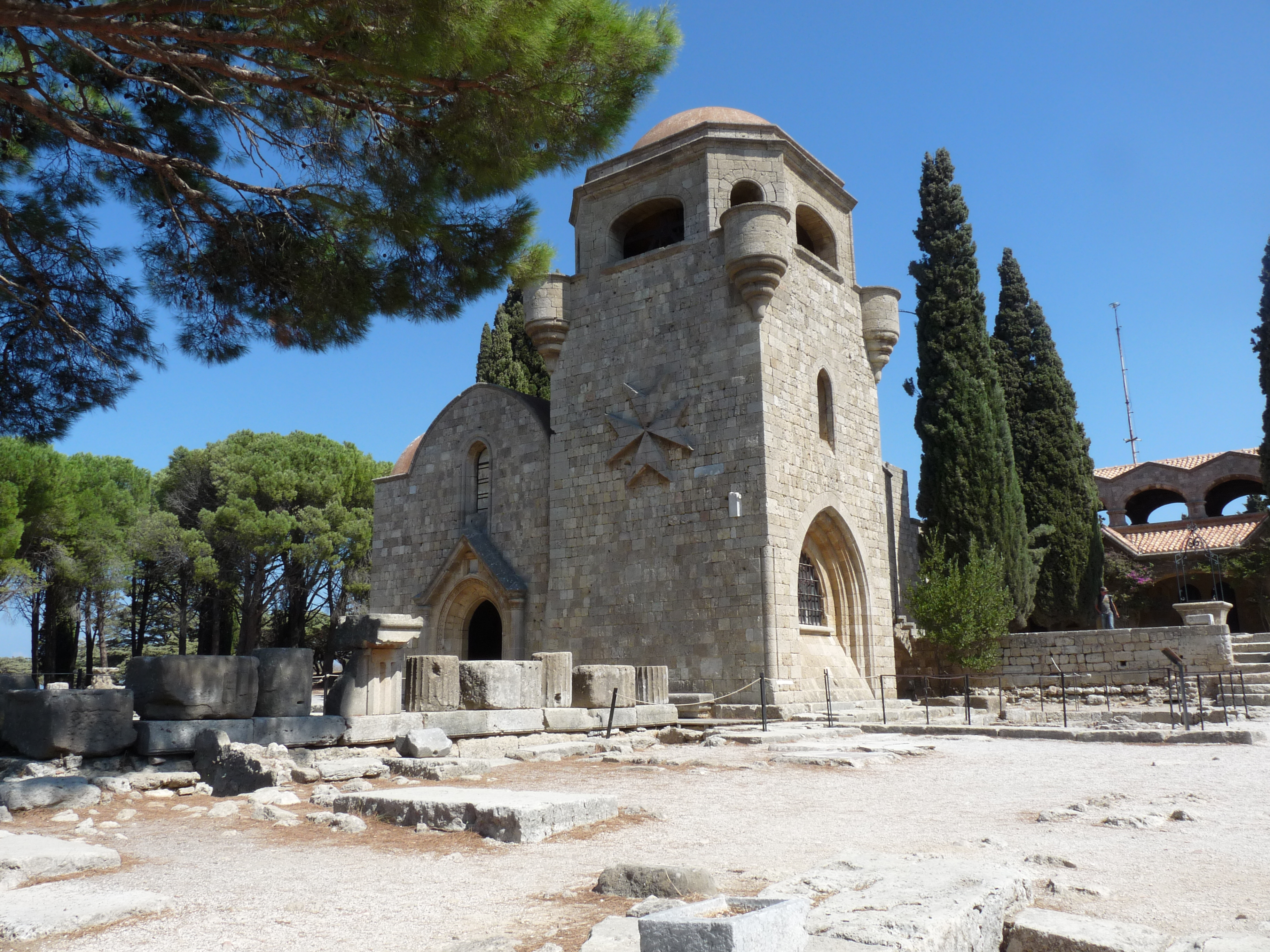
Kostel řádu johanitů z 14. století
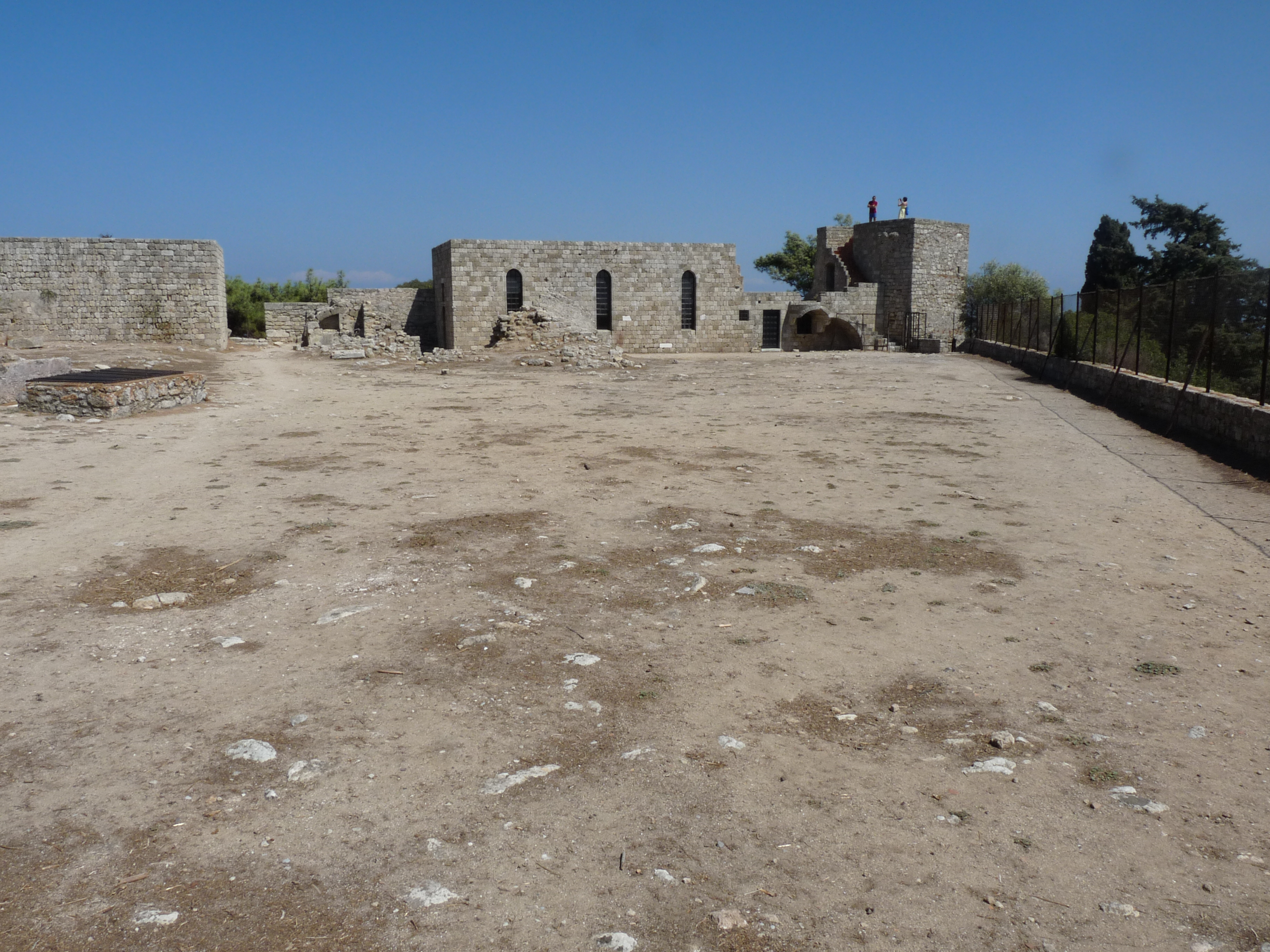
Byzantská pevnost Ialyssos
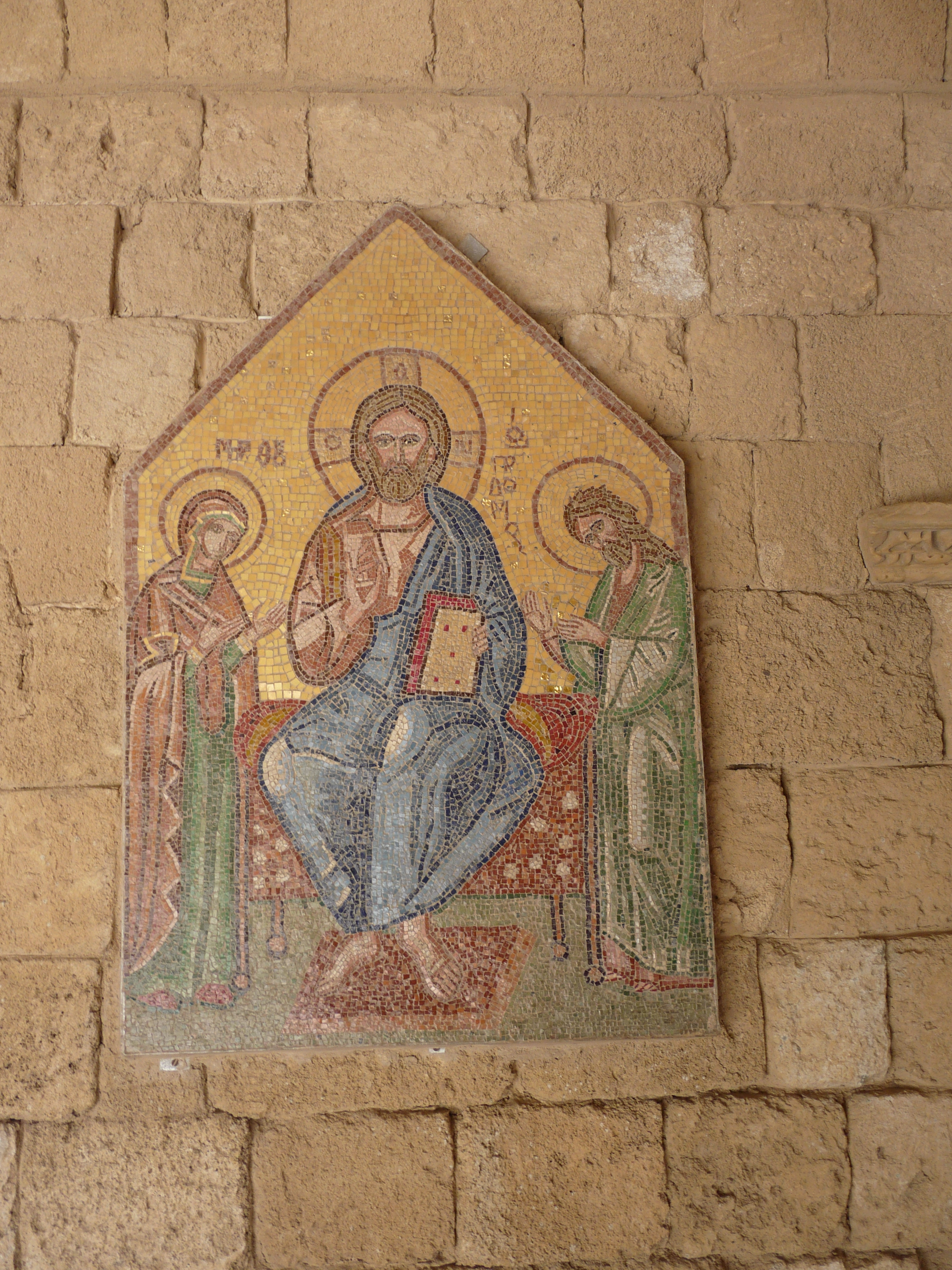
Nástěnné malby
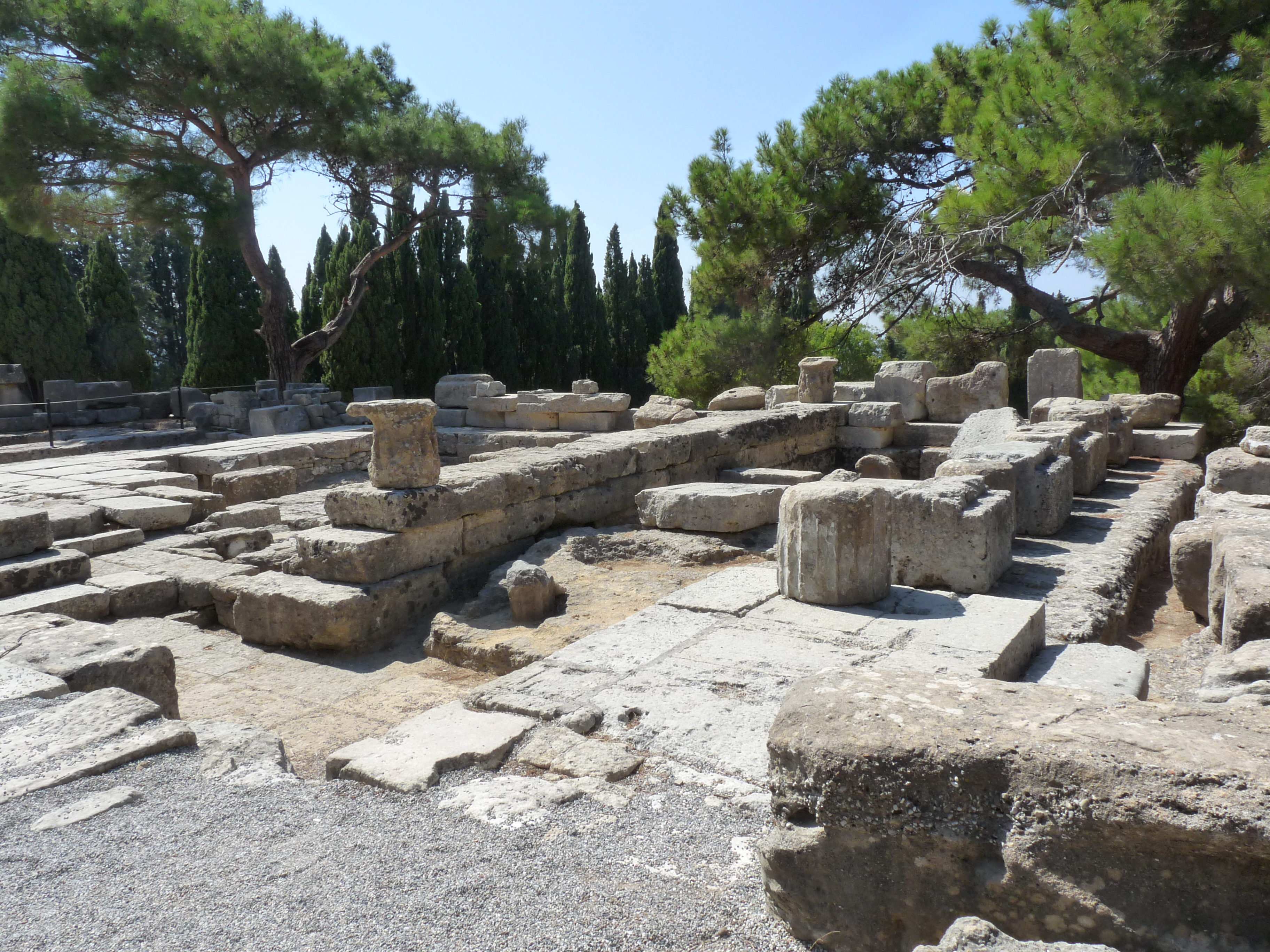
Zbytky chrámu Athény Polias
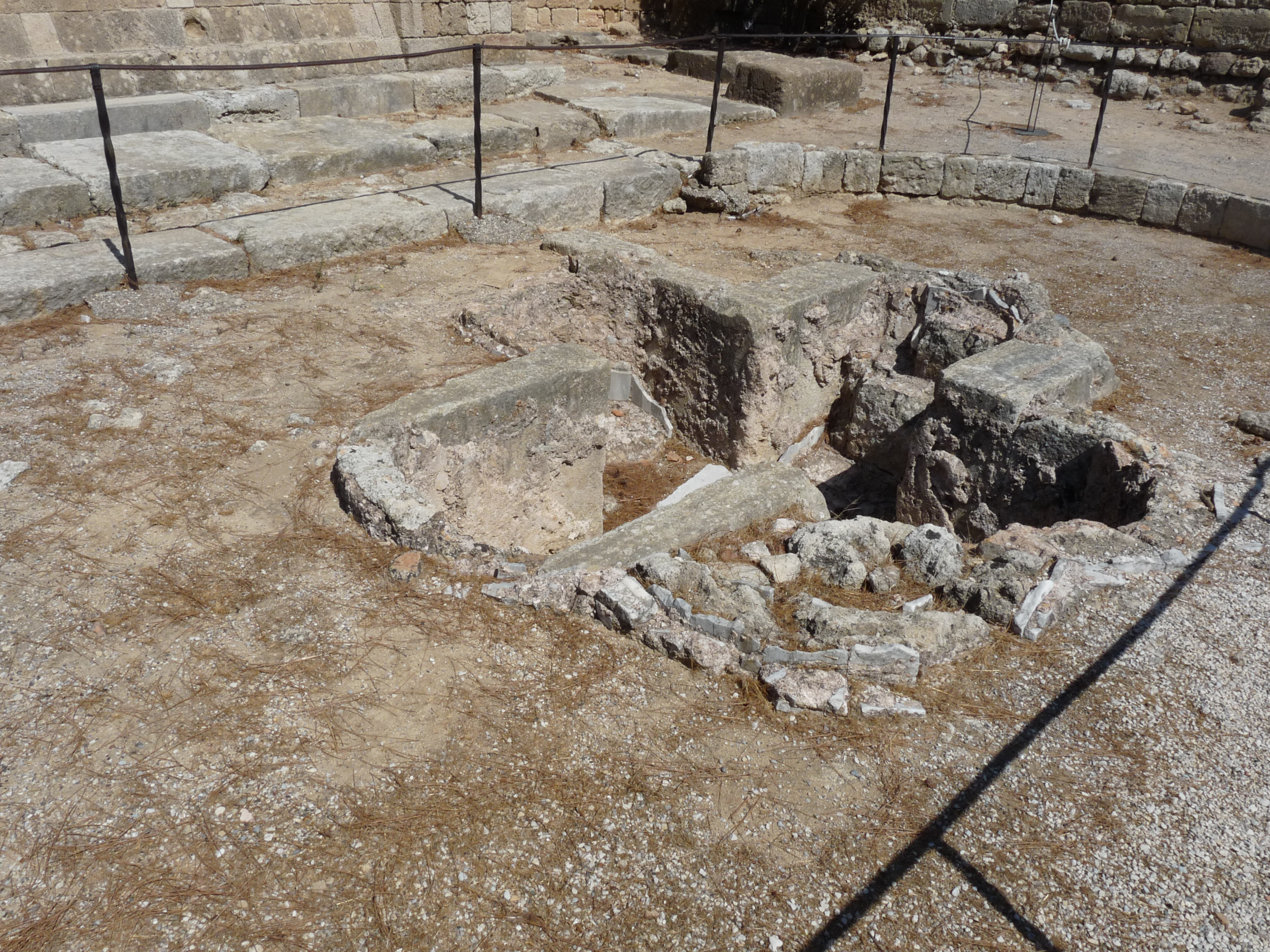
Zbytky baptisterie